# Ground-launched small diameter bomb
De ground-launched small diameter bomb of GLSDB is een wapensysteem van de Amerikaanse firma Boeing in samenwerking met het Zweedse Saab, dat uit een draagraket en een zweefbom bestaat.

## Geschiedenis

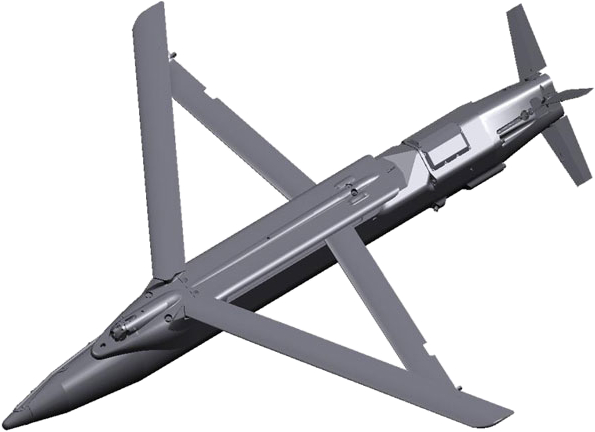
Een zwevende Small Diameter Bomb met uitgeklapte vleugels

In de jaren 90 bestond in het Amerikaanse leger behoefte aan kleinere en stuurbare vliegtuigbommen, zodat bommenwerpers en straaljagers hun werkzaamheid bij bombardementen vergroten konden. De firma's Lockheed Martin en Boeing kregen de opdracht een dergelijke bom te ontwerpen en in 2003 kreeg Boeing met zijn modellen van de "Small Diameter Bomb" (SDB) de definitieve opdracht. De SDB I werd bedoeld voor stilstaande doelen en werd voorzien met een navigatiesysteem voor het Global Positioning System en een traagheidsnavigatiesysteem. De SDB II kreeg een infraroodzoeker en een communicatiemodule voor het treffen van beweeglijke doelen.
In 2015 meldde Saab tezamen met Boeing een combinatiesysteem te leveren, dat de SDB I met de voordelen van een stationair rakettenlanceersysteem combineerde, door de bom op een raket te monteren. De productie was o.a. bedoeld voor het Britse leger.
In november 2022 bood Boeing de Amerikaanse regering aan een relevante hoeveelheid van de systemen te bouwen voor Oekraïne in het kader van de aanval door de Russische federatie.

## Constructie
De draagraket is de M26 ER-MLRS, een variant van de Amerikaanse M26-raket, die voor de inzet in meervoudige-lanceersystemen geconstrueerd is. Aan de achterkant bevindt zich het brandstofcompartiment met de ontsteking en de stabiliserende vinnen. In plaats van de normale explosieve kop wordt aan de voorkant de SDB gemonteerd. Het totale gewicht is ongeveer 115 kg.

## Functionele kenmerken
Nadat de raket afgeschoten is, komt deze in een ballistische baan met een maximale hoogte van 15 tot 25 km en een snelheid van 900-1200 m/s. Aansluitend worden draagraket en zweefbom ontkoppeld en vervolgt de zweefbom haar baan zonder vleugels. Als de snelheid onder 2000-2300 km/h komt, worden de vleugels geopend en kan de vliegbaan gestuurd worden. 
Door het ontbreken van een aandrijving, kan de bom niet met infraroodapparatuur gedetecteerd worden en op grond van de geringe grootte kan zij alleen middels radar gezien worden binnen een afstand van ca. 5 km. De besturing maakt een grillige vliegbaan mogelijk, die een onderschepping door afweergeschut bemoeilijkt. 
Volgens de producent heeft het systeem een reikwijdte van 150 km en kunnen doelen met een nauwkeurigheid van 1 meter getroffen worden.